# فرودگاه وسو داونتاون
فرودگاه وسو داونتاون  (به انگلیسی: Wausau Downtown Airport)  یک فرودگاه همگانی باربری با کد یاتا AUW است که یک باند فرود آسفالت دارد و طول باند آن ۱۵۸۵ متر است. این فرودگاه در  کشور ایالات متحده آمریکا قرار دارد و در ارتفاع ۳۶۶ متری از سطح دریا واقع شده است.